# Konin (województwo lubuskie)
Konin – wieś w Polsce położona w województwie lubuskim, w powiecie nowosolskim, w gminie Nowe Miasteczko.
W latach 1975–1998 miejscowość położona była w województwie zielonogórskim.